# Blackcomb Glacier Park
Blackcomb Glacier Park är en park i Kanada.   Den ligger i provinsen British Columbia, i den sydvästra delen av landet, 3 500 km väster om huvudstaden Ottawa. Blackcomb Glacier Park ligger 2 116 meter över havet.
Terrängen runt Blackcomb Glacier Park är huvudsakligen bergig, men den allra närmaste omgivningen är kuperad. Blackcomb Glacier Park ligger uppe på en höjd.Runt Blackcomb Glacier Park är det glesbefolkat, med 19 invånare per kvadratkilometer.. Närmaste större samhälle är Whistler, 7,4 km väster om Blackcomb Glacier Park. 
Trakten runt Blackcomb Glacier Park är permanent täckt av is och snö.